# Trogir

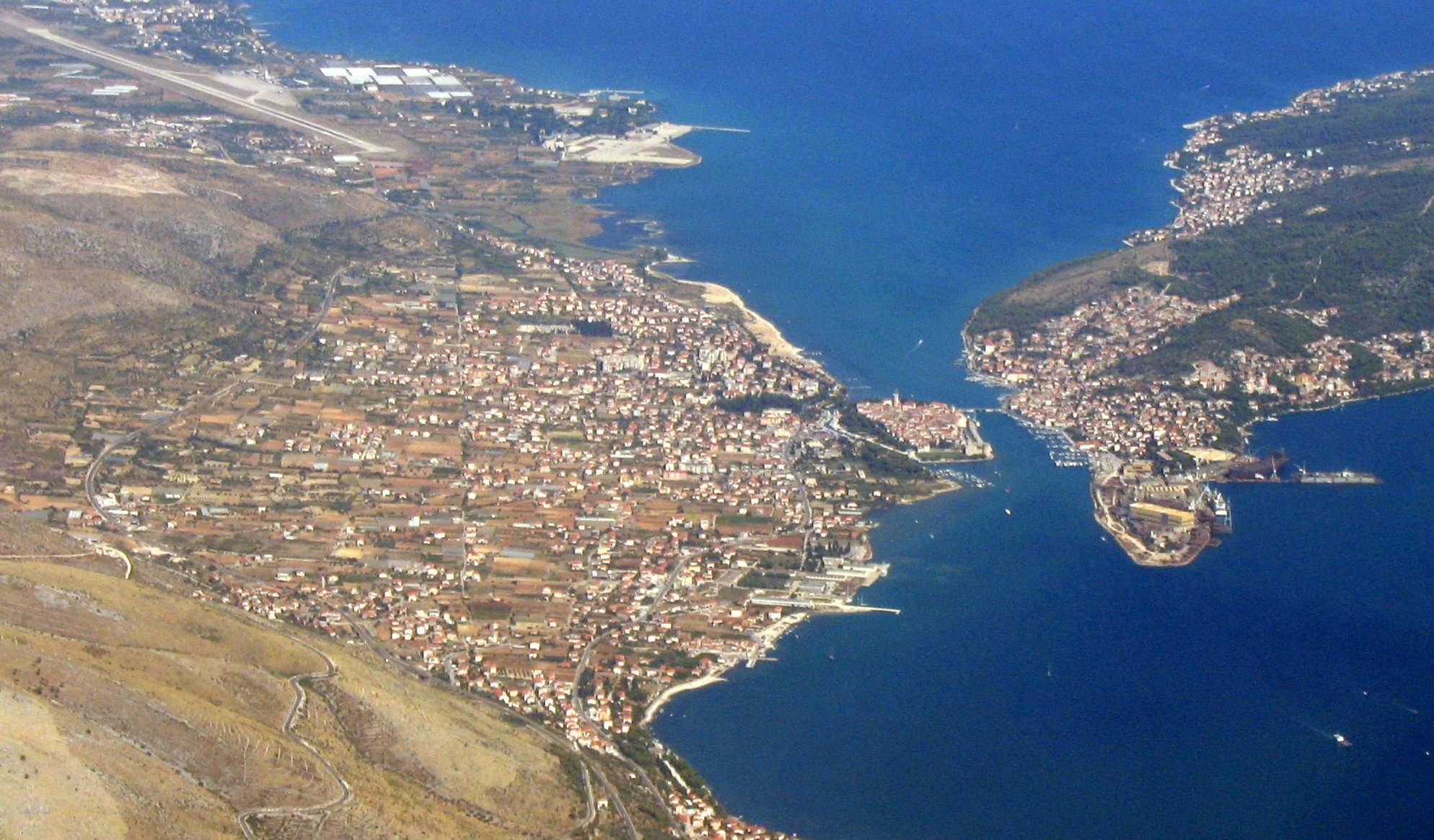
Luftbild von Trogir

Trogir [ˈtrɔ.ɡiːr] (deutsch und ungarisch Trau, altgriechisch Τραγούριον Tragoúrion, lateinisch Tragurium, italienisch Traù) ist eine Hafenstadt in Kroatien. Sie liegt in Mitteldalmatien, etwa 15 Kilometer westlich von Split. Die gesamte Altstadt zählt seit 1997 zum Weltkulturerbe der UNESCO.

## Orte der Gemeinde
Die Bevölkerungszahlen in Klammern stammen aus dem Jahr 2011.
| - Arbanija (374 Einwohner) - Divulje (26 Einwohner) - Drvenik Mali (87 Einwohner) - Drvenik Veliki (150 Einwohner) | - Mastrinka (947 Einwohner) - Plano (553 Einwohner) - Trogir (10.923 Einwohner) - Žedno (132 Einwohner) |

Die Einwohnerzahl Trogirs beträgt 13.192 (Volkszählung 2011). Vom historischen Stadtkern, der auf einer Insel liegt, führt eine Steinbrücke im Norden der Insel zum Festland. Auf der südöstlichen Seite der Altstadt ist Trogir mit der Insel Čiovo durch eine Klappbrücke verbunden, die jedoch nicht mehr für den Schiffsverkehr geöffnet wird. Die Klappbrücke stellte bis 2018 die einzige landseitige Verbindung der Insel mit dem Festland dar. Seit Juli 2018 verbindet Ciovo eine neue Brücke direkt mit dem Festland.

## Geschichte
Trogir war schon im 3. Jahrhundert v. Chr. als griechische Siedlung Τραγούριον Tragourion bekannt. Durch den schnellen Aufstieg der nahegelegenen Stadt Salona verlor Trogir seine einstige Bedeutung. In der Zeit des Zuzugs slawischer Stämme ließen sich Flüchtlinge aus dem zerstörten Salona in der Stadt nieder. Ab dem 9. Jahrhundert war die Bevölkerung den kroatischen Herrschern tributpflichtig. Im 11. Jahrhundert wurde die Stadt Bischofssitz; das Bistum Trogir wurde im Jahr 1828 aufgehoben. Im Jahr 1107 erkannte der ungarische König Koloman der Stadt die Autonomierechte zu – laut Überlieferung wegen des erfolgreichen Widerstands des Bischofs Johannes (Ivan), der darum als Schutzheiliger der Stadt verehrt wird.
1123 eroberten Sarazenen die Stadt und zerstörten sie fast bis auf die Grundmauern. Die Stadt erholte sich schnell und erlebte im 12. und 13. Jahrhundert einen starken wirtschaftlichen Aufschwung. Im Jahr 1242 suchte König Béla IV. hier vor den Tataren Zuflucht. Im 13. und 14. Jahrhundert wählte das zum Fürstentum von Bribir gehörende Trogir seine Fürsten am häufigsten aus den Reihen der Familie Šubić; unter ihnen ragte Mladen III. (1348) hervor. Im Jahr 1420 begann die lange Zeit der venezianischen Herrschaft.
Nach dem Fall Venedigs im Jahr 1797 war Trogir bis 1918 österreichisch (mit Ausnahme der französischen Besetzung von 1806 bis 1814) und fiel danach an das Königreich der Serben, Kroaten und Slowenen. Später wurde es Teil der Sozialistischen Föderativen Republik Jugoslawien. Seit 1991 gehört Trogir zum unabhängigen Staat Kroatien.

## Welterbe und Sehenswürdigkeiten
Die gesamte Altstadt von Trogir zählt seit 1997 zum UNESCO-Welterbe. Der Ort gilt als herausragendes Beispiel für städtebauliche Kontinuität.
Die romanische Stadt Trogir stellt den am besten erhaltenen romanisch-gotischen Komplex nicht nur an der Adria dar. In dem mittelalterlichen, teilweise von einer Stadtmauer umgebenen historischen Stadtkern befinden sich ein erhaltenes Schloss, ein Turm, etwa zehn Kirchen und eine Reihe von Wohnhäusern und Palästen aus den Perioden der Romanik, Gotik, Renaissance und des Barock.
Zu den Hauptsehenswürdigkeiten zählen:
- St.-Laurentius-Kathedrale aus dem 13. Jahrhundert. Das westliche Hauptportal ist ein Meisterwerk des Bildhauers Radovan aus dem 13. Jahrhundert und das wichtigste Werk im romanisch-gotischen Stil in Kroatien.
- Stadttor und Stadtmauer
- Festung Kamerlengo aus dem 15. Jahrhundert
- Fürstenpalast aus dem 13. Jahrhundert
- Groß- und Kleinpalast Cipiko aus dem 15. Jahrhundert
- Stadtloggia und Uhrturm aus dem 15. Jahrhundert

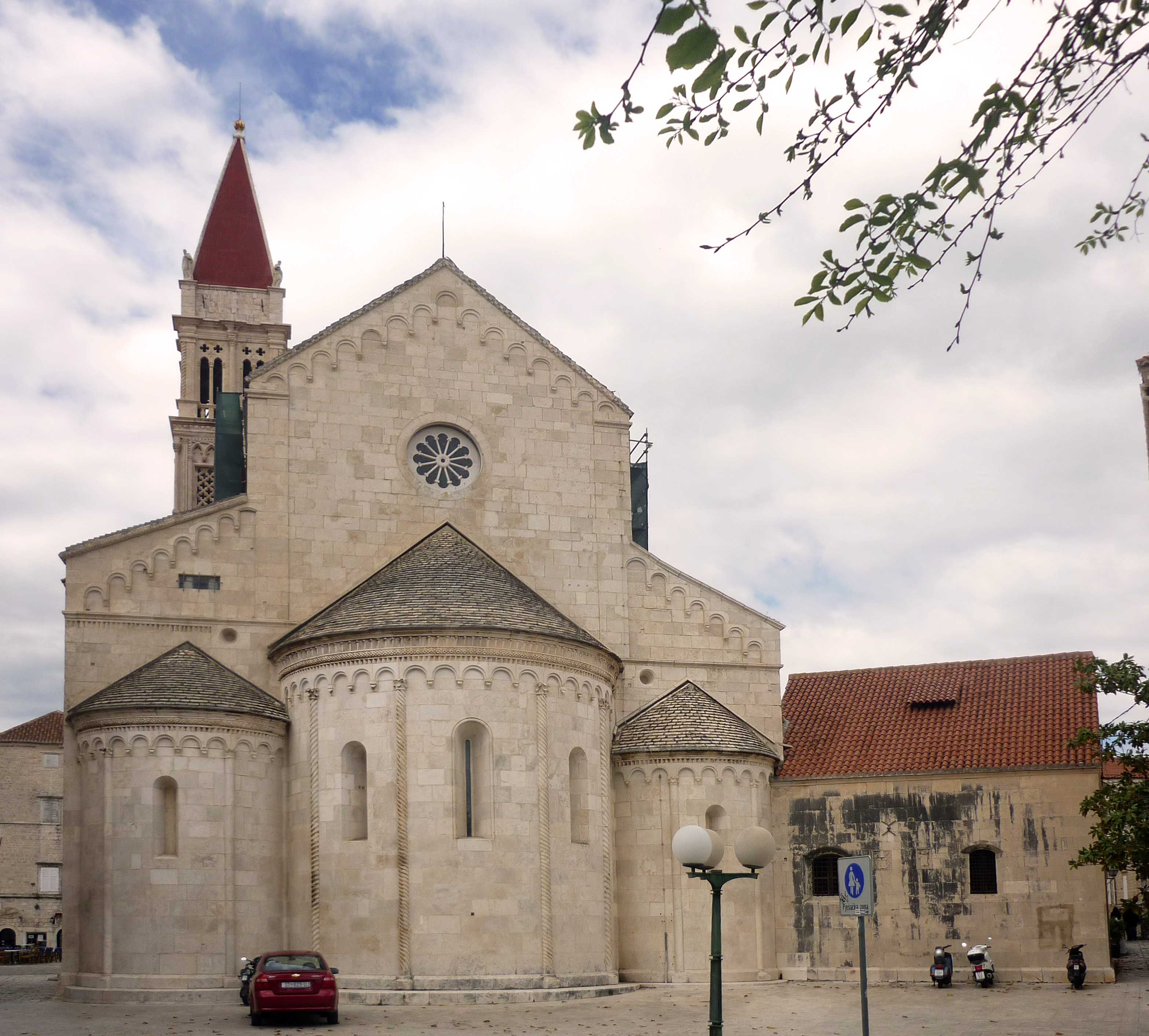
Laurentius-Kathedrale
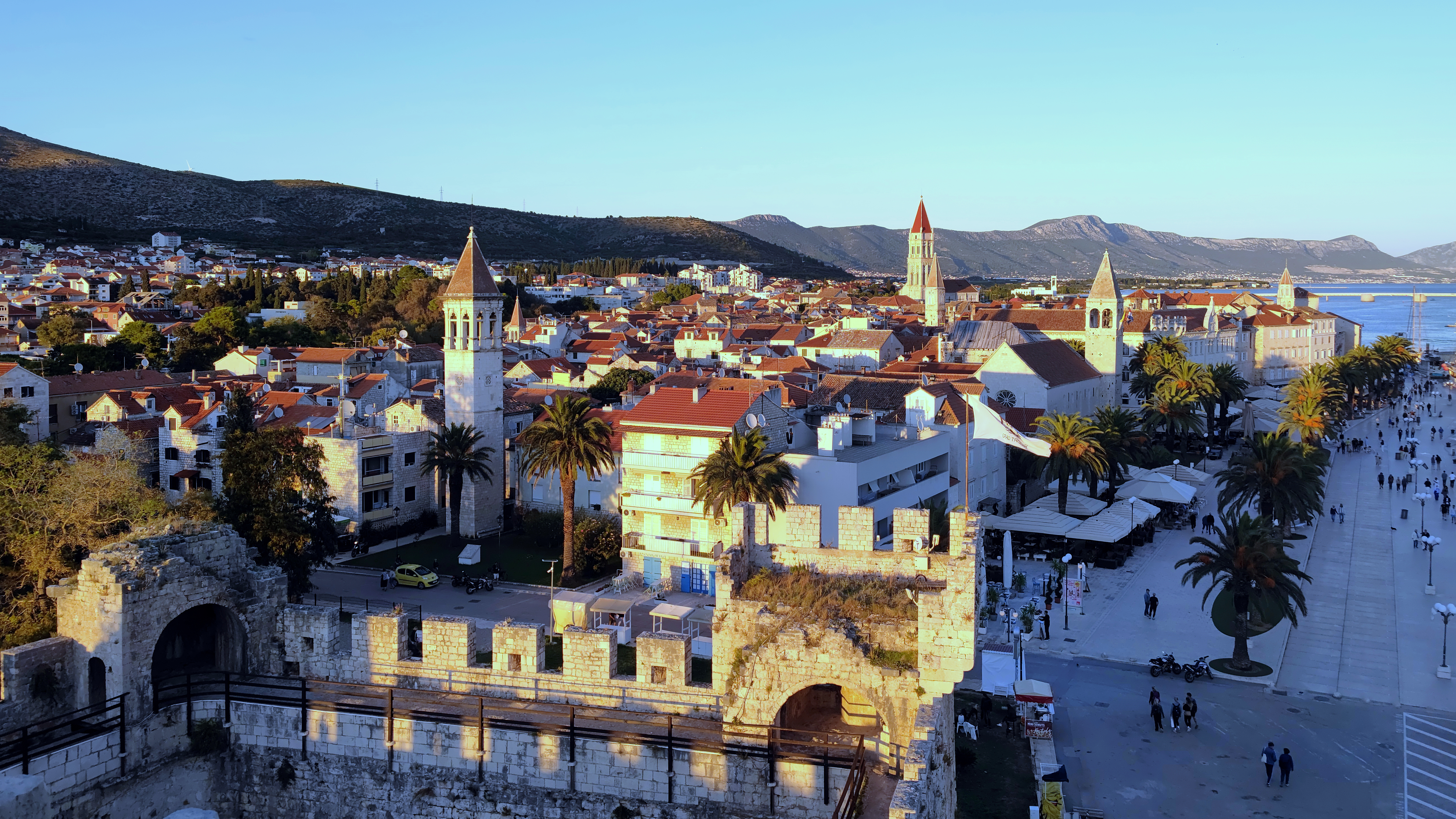
Blick von der Festung Kamerlengo
Uferpromenade
Trogir vom Wasser aus
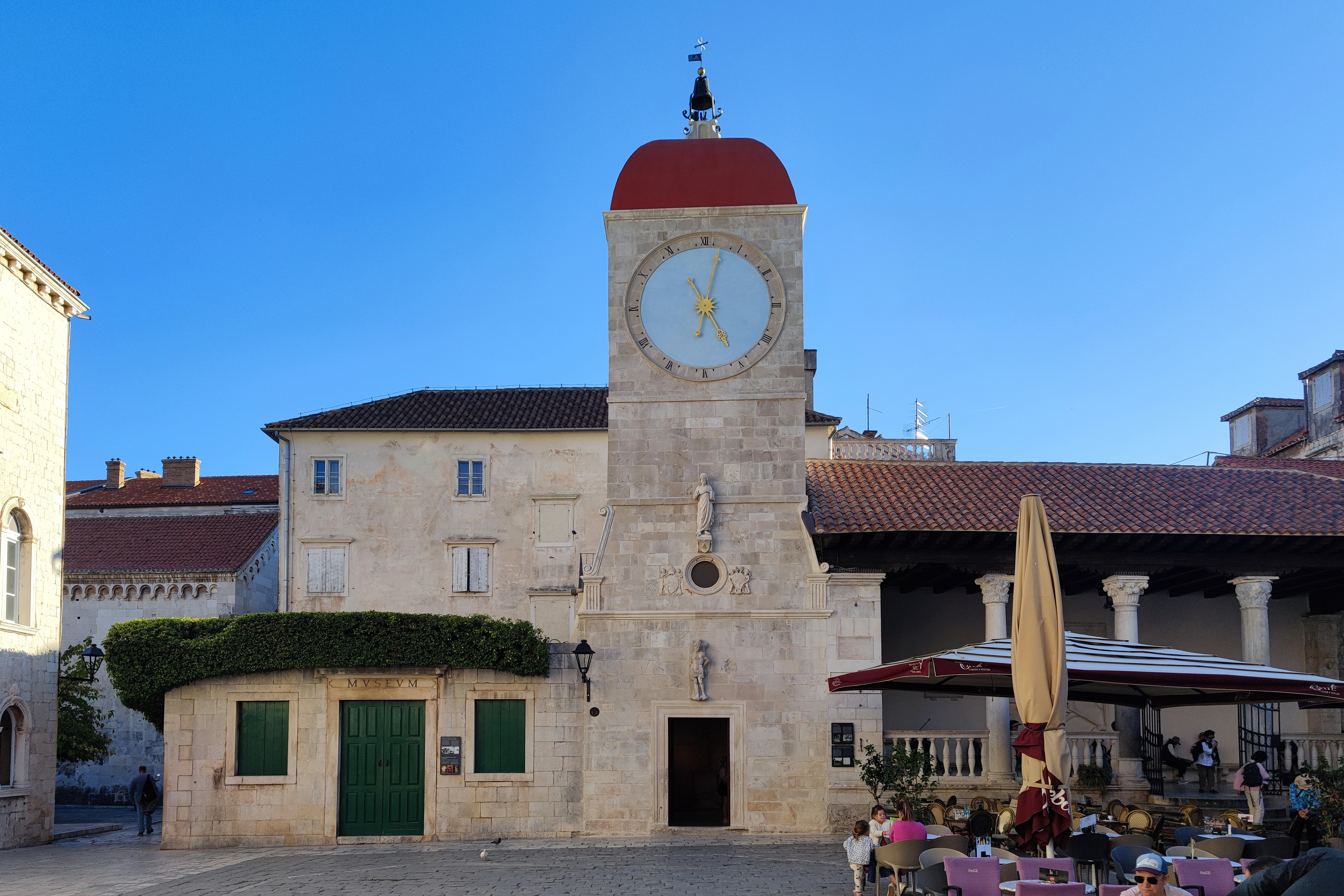
Uhrturm und Loggia
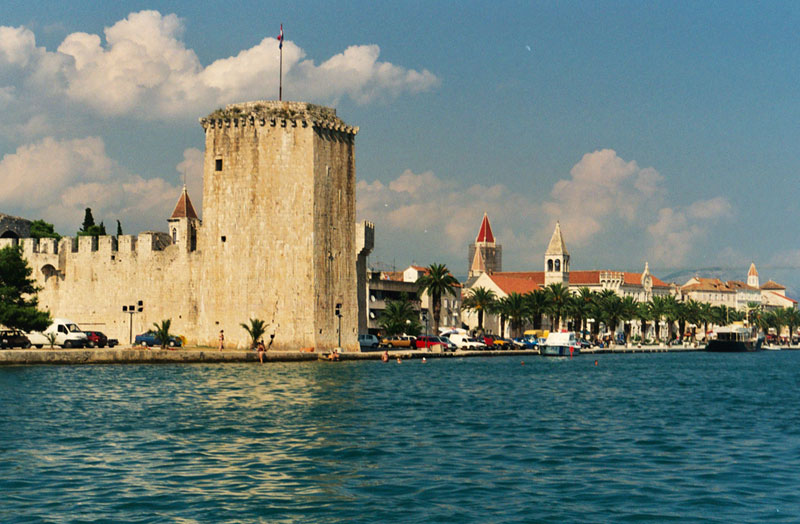
Festung Kamerlengo
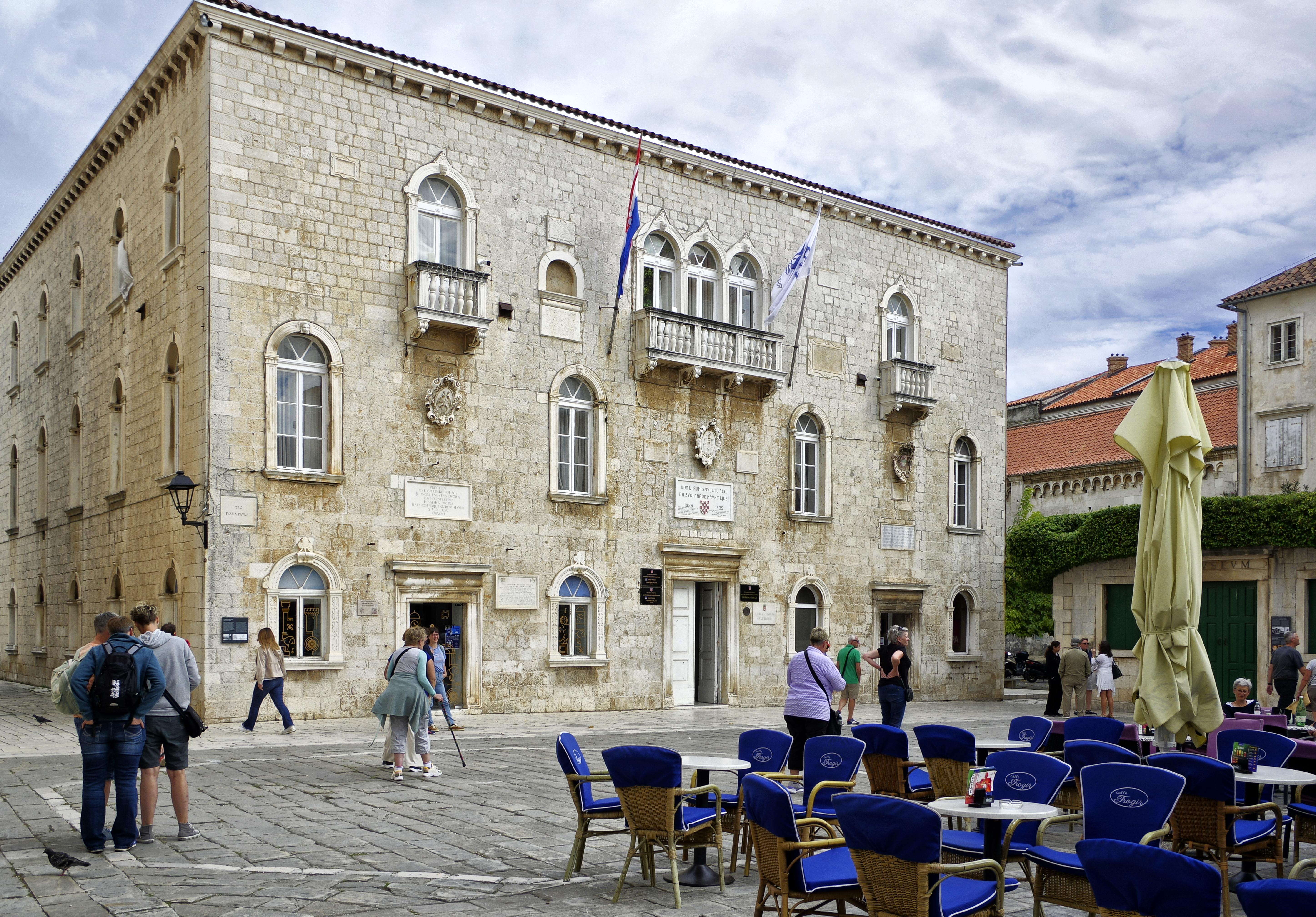
Rathaus
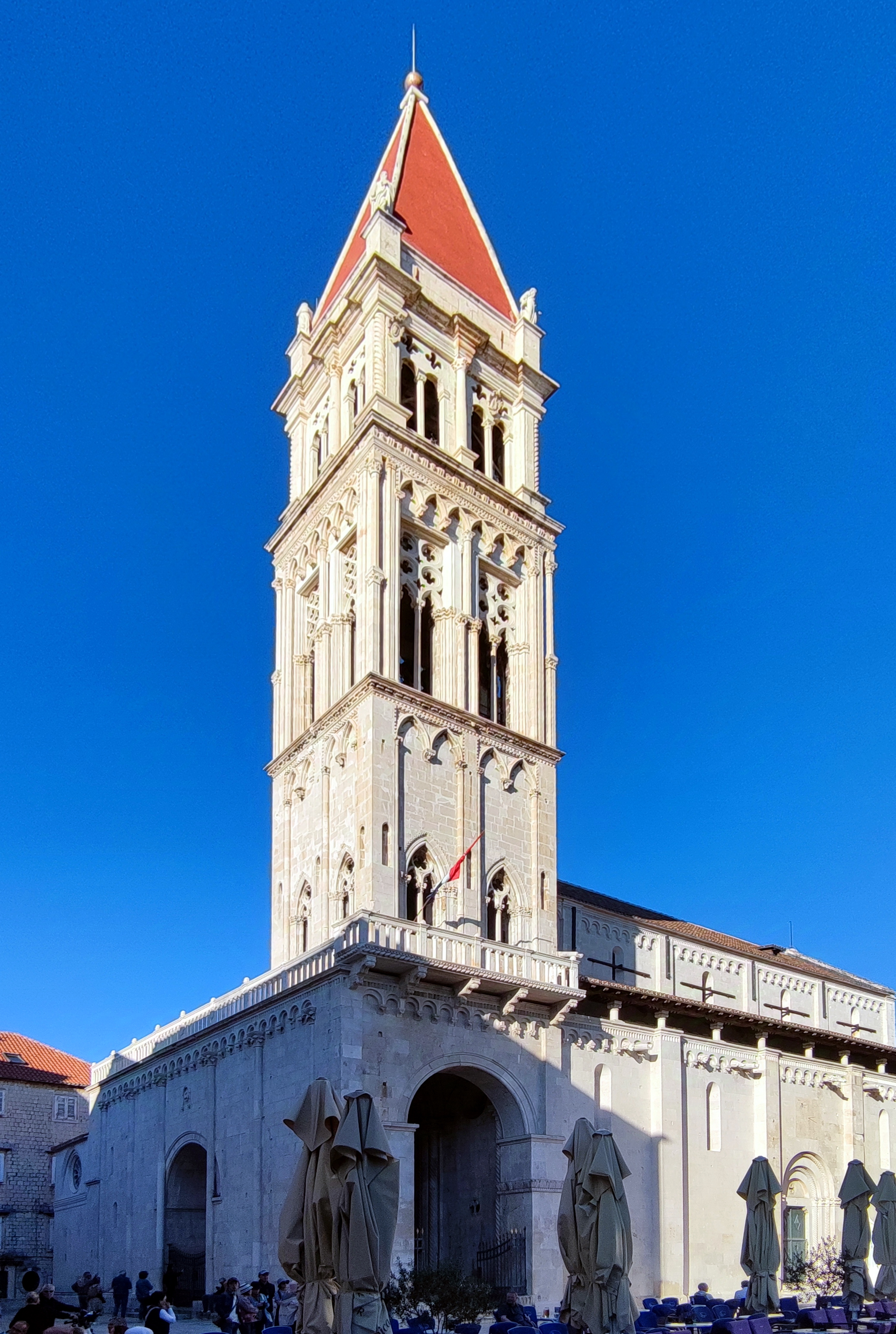
Turm der Laurentius-Kathedrale
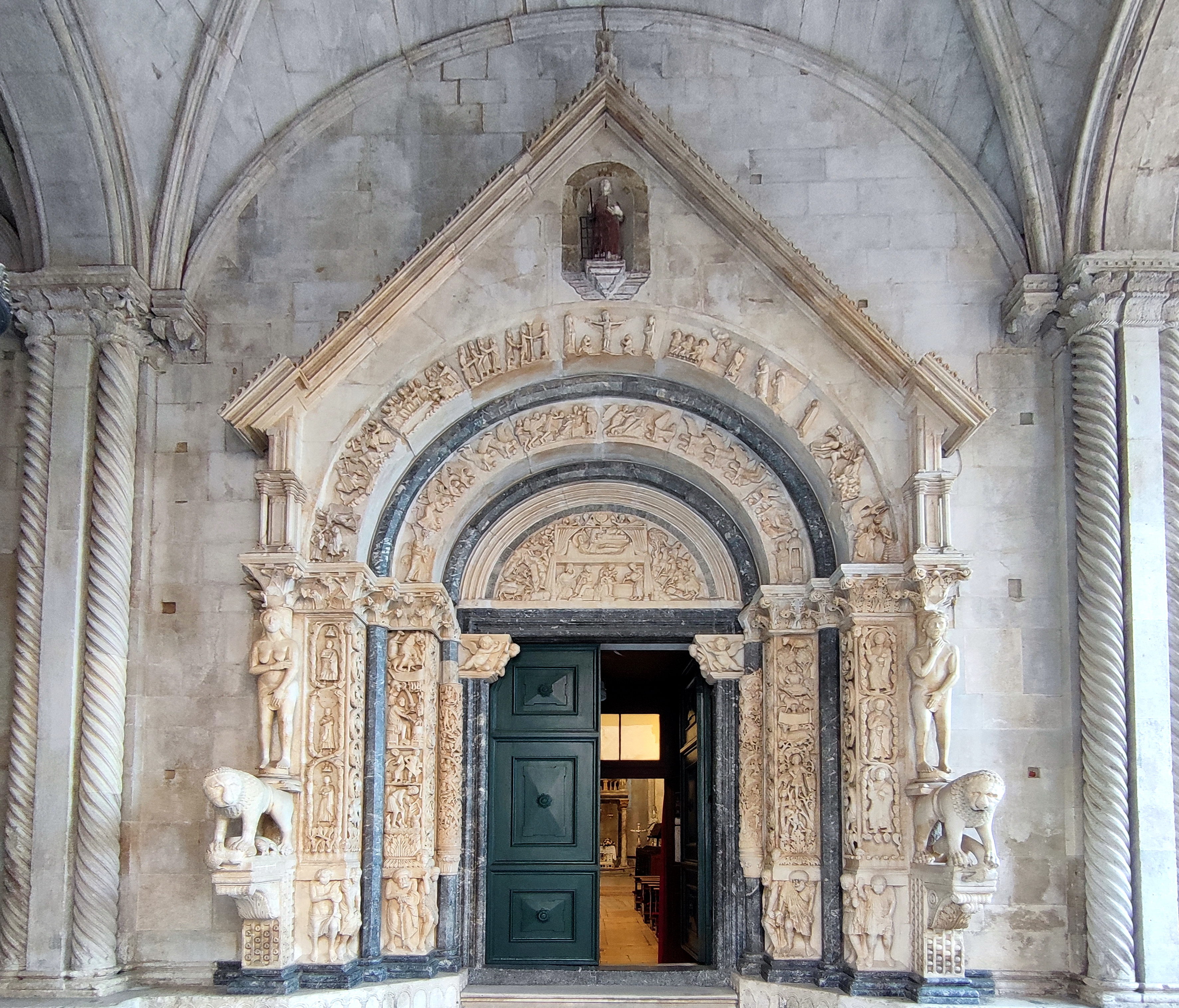
Hauptportal (Meister Radovan)

## Drehort
- Trogir diente im Kinofilm Winnetou 3. Teil (1965) als Drehort für die Stadt Santa Fe. Winnetou und Old Shatterhand ritten hier durch die alten Gassen. Das Rathaus bildete die Filmkulisse des Gouverneurspalastes.
- Der Hafen von Trogir war einer der Drehorte des Fernsehmehrteilers Jack Holborn (1982) mit Patrick Bach in der Titelrolle.
- Die Folge „Vampire in Venedig“ der Fernsehserie Dr. Who (2010) wurde in Trogir gedreht.
- Einige Szenen der HBO-Serie Game of Thrones wurden im Kloster St. Dominik im Zentrum der Altstadt gedreht. Der Klostergarten mit seinem Säulengang diente dabei als Garten der Stadt Qarth.[2]

## Städtepartnerschaften
Mit folgenden Städten bestehen Partnerschaften oder freundschaftliche Beziehungen:
| - Bachtschyssaraj, Ukraine / Autonome Republik Krim - Hajdúböszörmény, Ungarn - Harkány, Ungarn - Kotor, Montenegro - Kranjska Gora, Slowenien - Kraśnik, Polen - Montesilvano, Italien - Porto Sant’Elpidio, Italien - Prag 5, Tschechien - Russe, Bulgarien - Sarlat-la-Canéda, Frankreich | - Šibenik, Kroatien - Sinj, Kroatien - Słupca, Polen - Tione di Trento, Italien - Tivat, Montenegro - Újbuda (11. Bezirk Budapests), Ungarn - Uschhorod, Ukraine - Vaterstetten, Deutschland, seit 2009 - Vukovar, Kroatien - Yalova, Türkei |

## In Trogir geboren
- Vinko Kandija (1934–2002), Handballspieler und -trainer
- Ivan Katalinić (* 1957), Fußballspieler und Fußballtrainer
- Ivan Lučić (1604–1679), Historiker und Kartograph
- Žana Marić (* 1989), Handballspielerin
- Biserka Višnjić (* 1953), Handballspielerin

## Nachweise
1. ↑  Čiovo Bridge Opened. Archiviert vom Original (nicht mehr online verfügbar) am 26. September 2018; abgerufen am 6. Oktober 2019 (britisches Englisch).  Info: Der Archivlink wurde automatisch eingesetzt und noch nicht geprüft. Bitte prüfe Original- und Archivlink gemäß Anleitung und entferne dann diesen Hinweis.
2. ↑  Top 6 Game of Thrones filming locations to visit by boat. In: boatinternational.com. Abgerufen am 28. September 2019 (englisch).
3. ↑  Website von Trogir (Memento des Originals vom 23. Juli 2018 im Internet Archive)  Info: Der Archivlink wurde automatisch eingesetzt und noch nicht geprüft. Bitte prüfe Original- und Archivlink gemäß Anleitung und entferne dann diesen Hinweis., abgerufen am 21. März 2018.